# Nikoferis Themistokeles Paradellis
Nikoferis Themistokeles Paradellis (* 4. Juli 1942 in Kairo; † 2002 in Athen) war ein griechischer Physiker.
Nach Übersiedlung der Familie nach Griechenland zu Beginn der Nasser-Zeit, begann er das Studium der Physik in Athen, welches er mit einem Diplom im Jahre 1965 abschloss. Danach war er zwei Jahre als Assistent in Athen tätig, bevor er das Master- und Doktoratsstudium an der kanadischen University of Saskatchewan in Saskatoon fortsetzte.
Nach zwei Jahren als Post Doc an der McGill University im Foster Radiation Laboratory kehrte er nach Athen an das nationale Forschungszentrum Demokritos zurück, um am Tandembeschleuniger-Labor weiterzuarbeiten. Er machte durch seine Arbeit das Labor international bekannt und wurde ein beachteter Wissenschaftler auf dem Gebiet der Beschleunigerphysik sowie der Kernspektroskopie.
Er war Direktor des griechischen Forschungszentrums Demokrites sowie Präsident der Griechischen Kernphysikalischen Gesellschaft.